# ميكولاش توث
ميكولاش توث هو لاعب كرة قدم سلوفاكي في مركز الدفاع، ولد في 15 مارس 1988 في كوشيتسه في سلوفاكيا. لعب مع نادي كوشيتسه.

## وصلات خارجية
- ميكولاش توث على موقع قاعدة بيانات كرة القدم.إي يو (الإنجليزية)
- ميكولاش توث على موقع Soccerway.com (الإنجليزية)